# Fireflies in the Garden
Fireflies on the Garden (Brasil: Um Segredo entre Nós / Portugal: Um Segredo Muito Nosso) é um filme estadunidense de 2008.

## Sinopse
Um homem, Michael Waechter (Ryan Reynolds), que era muito maltratado por seu pai em sua infância. Quando seu pai, Charles Waechter (Willem Dafoe) está dirigindo seu carro junto de sua mãe, Lisa Waechter (Julia Roberts), há um menino no meio da rua que ia pegar sua bola de beisebol, Charles tenta desviar, em alta velocidade, e bate em um poste. Ele sofre vários cortes, mas sua mãe, morre. Depois disso, passa ter flashbacks de sua infância, onde não é mostrado o grande segredo e o filme fica inacabado, talvez, nos levando a crer que a história continua.

## Elenco
- Ryan Reynolds como Michael Waechter
- Willem Dafoe como Charles Waechter
- Emily Watson como Jane Lawrence
- Carrie Anne Moss como Kelly Hanson
- Julia Roberts como Lisa Waechter
- George Newbern como Jimmy Lawrence
- Chase Ellison como Christopher Lawrence
- Brooklynn Proulx como Leslie Lawrence

## Recepção
O Metacritic, que usa uma média ponderada, atribuiu ao filme uma pontuação de 34 em 100, baseado em 14 críticos, indicando críticas "geralmente desfavoráveis".

## Ligações Externas
- Fireflies in the Garden. no IMDb.
- Fireflies in the Garden (em inglês). no Box Office Mojo.